# Aérodrome d'Iférouane
L'aérodrome d'Iférouane (code OACI : DRZI) est l'aéroport d'Iférouane, au Niger. L'aérodrome est situé à proximité ouest de la ville. La piste de l'aérodrome est 1 400 x 60 m.

## Situation
| \| 100 km1:21 840 000 \|Arlit Diffa Niamey Dirkou Dogondoutchi Gaya Gouré Iférouane La Tapoa Maïné-Soroa Agadez Maradi Tahoua Tanout Tessaoua Tillabéri Zinder BA 101 BA 201 Madama |
| 100 km1:21 840 000 |